# Grand Prix Sezon 1925
Sezon Grand Prix 1925 – kolejny sezon z cyklu Wyścigów Grand Prix, a także trzeci sezon Mistrzostw Świata Konstruktorów AIACR. Tytuł mistrzowski zdobył włoski Alfa Romeo.

## Podsumowanie Sezonu

### Eliminacje Mistrzostw Świata Konstruktorów
| Data       | Grand Prix                          | Tor               | Zwycięzca (kierowcy)       | Zwycięzca (konstruktorzy) | Wyniki |
| ---------- | ----------------------------------- | ----------------- | -------------------------- | ------------------------- | ------ |
| 30 maja    | Indianapolis 500                    | Indianapolis      | Pete DePaolo Norman Batten | Duesenberg                | Wyniki |
| 28 czerwca | Grand Prix Belgii Grand Prix Europy | Spa-Francorchamps | Antonio Ascari             | Alfa Romeo                | Wyniki |
| 26 lipca   | Grand Prix Francji                  | Montlhéry         | Robert Benoist Albert Divo | Delage                    | Wyniki |
| 6 września | Grand Prix Włoch                    | Monza             | Gastone Brilli-Peri        | Alfa Romeo                | Wyniki |

### Pozostałe Grand Prix
| Data            | Grand Prix               | Tor             | Zwycięzca (kierowcy)    | Zwycięzca (konstruktorzy) | Wyniki |
| --------------- | ------------------------ | --------------- | ----------------------- | ------------------------- | ------ |
| 22 lutego       | Grand Prix Rzymu         | Monte Mario     | Carlo Masetti           | Bugatti                   | Wyniki |
| 8 marca         | Grand Prix Prowansji     | Miramas         | Henry Segrave           | Talbot                    | Wyniki |
| 18 kwietnia     | Grand Prix Trypolisu     | Trypolis        | Renato Balestrero       | O.M.                      | Wyniki |
| 3 maja          | Coppa Florio             | Madonie         | André Boillot           | Peugeot                   | Wyniki |
| 3 maja          | Targa Florio             | Madonie         | Meo Constantini         | Bugatti                   | Wyniki |
| 17 maja         | Solituderennen           | Solitude        | Otto Merz               | Mercedes                  | Wyniki |
| 21 maja         | Savio Circuit            | Rawenna         | Emilio Materassi        | Itala                     | Wyniki |
| maja            | Perugia Cup              | Perugia         | Gastone Brilli-Peri     | Ballot                    | Wyniki |
| 31 maja         | Mugello Circuit          | Mugello Circuit | Emilio Materassi        | Itala                     | Wyniki |
| 21 czerwca      | Coppa Acerbo             | Pescara         | Guido Ginaldi           | Alfa Romeo                | Wyniki |
| 5 lipca         | Coppa Vinci              | Messina         | Renato Balestrero       | O.M.                      | Wyniki |
| 2 sierpnia      | Grand Prix de la Marne   | Reims-Gueux     | Pierre Clause           | Bignan                    | Wyniki |
| 16 sierpnia     | Coppa Montenero          | Montenero       | Emilio Materassi        | Itala                     | Wyniki |
| 6 września      | Grand Prix Comminges     | Saint-Gaudens   | "Goury"                 | Bignan                    | Wyniki |
| 19 września     | Grand Prix San Sebastián | Lasarte         | Albert Divo André Morel | Delage                    | Wyniki |
| 18 października | Garda Circuit            | Salò            | Aymo Maggi              | Bugatti                   | Wyniki |
| 22 listopada    | Apuano Circuit           | Carrara         | Renato Balestrero       | O.M.                      | Wyniki |

## Klasyfikacja generalna
Do klasyfikacji wliczano jedynie konstruktorów, którzy startowali w dwóch Grand Prix - w swoim kraju oraz w Grand Prix Włoch. Gorszy wynik odrzucano.
| Legenda oznaczeń w tabelach wyników Wyświetl szablon na nowej stronie | Legenda oznaczeń w tabelach wyników Wyświetl szablon na nowej stronie                                                                     |
| Oznaczenie                                                            | Wyjaśnienie |
| --------------------------------------------------------------------- | --- |
| Złoty                                                                 | Zwycięzca lub mistrzostwo |
| Srebrny                                                               | 2. miejsce lub wicemistrzostwo |
| Brązowy                                                               | 3. miejsce lub II wicemistrzostwo |
| Zielony                                                               | Ukończył, punktował (w klasyfikacji generalnej, gdy zdobył co najmniej jeden punkt na przestrzeni sezonu, poza trzema powyższymi opcjami) |
| Niebieski                                                             | Ukończył, nie punktował (w klasyfikacji generalnej, gdy nie zdobył co najmniej jednego punktu na przestrzeni sezonu)                      |
| Czerwony                                                              | Nie zakwalifikował się (NZ) |
| Czerwony                                                              | Nie prekwalifikował się (NPK) |
| Różowy                                                                | Nie ukończył (NU) |
| Różowy                                                                | Niesklasyfikowany (NS) (w klasyfikacji generalnej, gdy nie został sklasyfikowany w żadnym wyścigu sezonu)                                 |
| Czarny                                                                | Zdyskwalifikowany (DK) |
| Czarny                                                                | Wykluczony (WYK/EX) |
| Biały                                                                 | Nie wystartował (NW) |
| Biały                                                                 | Kontuzjowany (K/INJ) |
| Biały                                                                 | Wyścig odwołany (OD/C) |
| Bez koloru                                                            | Został wycofany (WYC/WD) |
| Bez koloru                                                            | Nie przybył (NP/DNA) |
| Bez koloru                                                            | Nie brał udziału w treningach (NT/DNP) |
| Bez koloru                                                            | Nie został zgłoszony (–) |
| Pogrubienie                                                           | Start z pole position |
| Kursywa                                                               | Najszybsze okrążenie wyścigu |
| †                                                                     | Nie ukończył, ale jego rezultat został zaliczony ze względu na przejechanie więcej niż 90% dystansu wyścigu.                              |
| *                                                                     | Sezon w trakcie |
| 1/2/3                                                                 | Punktowana pozycja w sprincie kwalifikacyjnym                                                                                             |
| Lista systemów punktacji Formuły 1                                    | |

| \| Poz \| Konstruktor \| 500 \| BEL \| FRA \| ITA \| Pkt \| \| --- \| ---------------- \| --- \| --- \| --- \| --- \| --- \| \| 1 \| Alfa Romeo \| \| 1 \| NU \| 1 \| 7 \| \| 2 \| Duesenberg \| 1 \| \| \| 4 \| 11 \| \| — \| Delage \| \| NU \| 1 \| \| 12 \| \| 3 \| Bugatti \| \| \| 4 \| 3 \| 13 \| \| — \| Junior Eight \| 2 \| \| \| \| 14 \| \| — \| Sunbeam \| \| \| 3 \| \| 15 \| \| — \| Miller \| 4 \| \| \| \| 16 \| \| — \| Fiat \| 10 \| \| \| \| 16 \| \| — \| R. J. Special \| NU \| \| \| \| 17 \| \| — \| Skelly Special \| NU \| \| \| \| 17 \| \| 4 \| Diatto \| \| \| \| NU \| 17 \| \| 5 \| Chiribiri \| \| \| \| NU \| 17 \| \| — \| Guyot Special \| \| \| \| NU \| 17 \| \| 6 \| Eldridge Special \| \| \| \| NU \| 17 \| \| Poz \| Konstruktor \| 500 \| BEL \| FRA \| ITA \| Pkt \| |                  |     |     |     |     |     |
| Poz | Konstruktor      | 500 | BEL | FRA | ITA | Pkt |
| 1 | Alfa Romeo       |     | 1   | NU  | 1   | 7   |
| 2 | Duesenberg       | 1   |     |     | 4   | 11  |
| — | Delage           |     | NU  | 1   |     | 12  |
| 3 | Bugatti          |     |     | 4   | 3   | 13  |
| — | Junior Eight     | 2   |     |     |     | 14  |
| — | Sunbeam          |     |     | 3   |     | 15  |
| — | Miller           | 4   |     |     |     | 16  |
| — | Fiat             | 10  |     |     |     | 16  |
| — | R. J. Special    | NU  |     |     |     | 17  |
| — | Skelly Special   | NU  |     |     |     | 17  |
| 4 | Diatto           |     |     |     | NU  | 17  |
| 5 | Chiribiri        |     |     |     | NU  | 17  |
| — | Guyot Special    |     |     |     | NU  | 17  |
| 6 | Eldridge Special |     |     |     | NU  | 17  |
| Poz | Konstruktor      | 500 | BEL | FRA | ITA | Pkt |